# Fantaisie héroïque (Juliette)
Fantaisie héroïque est le seul DVD live que Juliette ait jamais publié. Il a été réalisé par Arnaud Legoff et dure au total deux heures vingt-sept minutes. Il sort dans la foulée de Mutatis mutandis, l'album le plus populaire de Juliette. Il comprend en premier lieu le concert de la chanteuse au Grand Rex en mai 2005 mais également quelques bonus.

## Juliette au Grand Rex
C'est un concert enregistré le 12 mai 2005 au Grand Rex à Paris.
| No  | Titre                                                | Durée |
| --- | ---------------------------------------------------- | ----- |
| 1.  | Le sort de Circé                                     |       |
| 2.  | Franciscae meae laudes                               |       |
| 3.  | La braise                                            |       |
| 4.  | Mémère dans les orties (en duo avec François Morel)  |       |
| 5.  | Il s'est passé quelque chose                         |       |
| 6.  | Maudite clochette !                                  |       |
| 7.  | Une lettre oubliée (en duo avec Guillaume Depardieu) |       |
| 8.  | L'ivresse d'Abhu-Nawas                               |       |
| 9.  | Les garçons de mon quartier                          |       |
| 10. | La maison sur le port                                |       |
| 11. | Le congrès des chérubins                             |       |
| 12. | Les grognards                                        |       |
| 13. | Grognardise                                          |       |
| 14. | Fantaisie héroïque                                   |       |
| 15. | La boîte en Fer Blanc                                |       |
| 16. | Honky Tonk Women                                     |       |

## L'autographe de Gonzague
C'est un court-métrage d'environ 20 minutes où jouent Juliette dans les rôles de ses alter-ego et Benjamin Guillard dans le rôle de Gonzague. La musique est jouée par Juliette.

## Les Bonus
Les bonus comprennent un entretien avec Juliette et le making-of du spectacle.